# Nymphidium nealces
Nymphidium nealces är en fjärilsart som beskrevs av William Chapman Hewitson 1871. Nymphidium nealces ingår i släktet Nymphidium och familjen Riodinidae. Inga underarter finns listade i Catalogue of Life.